# Henrik Kristoffersen
Pour les articles homonymes, voir Kristoffersen.
Henrik Kristoffersen, né le 2 juillet 1994 à Lørenskog, est un skieur alpin norvégien, spécialité des épreuves techniques, champion du monde du slalom géant à Åre en 2019 et médaillé d'or du slalom à Courchevel en 2023. Il est l'un des trois skieurs norvégiens de l'histoire avec Kjetil André Aamodt et Lucas Braathen à avoir remporté un petit globe de slalom.
 Grand espoir du ski alpin, il devient champion du monde junior de slalom géant en 2012 puis du combiné en 2013. À seulement dix-neuf ans, le 17 novembre 2013, il monte sur un podium en Coupe du monde lors du slalom de Levi derrière Marcel Hirscher et Mario Matt. Il signe par la suite sa première victoire en remportant le slalom de Schladming le 28 janvier 2014. Il est médaillé de bronze du slalom des Jeux olympiques de Sotchi le mois suivant. Il devient le n°1 mondial de sa discipline au cours de l'hiver 2015-2016 en remportant le classement Coupe du monde du slalom. Médaillé d'argent du slalom géant des Jeux olympiques de PyeongChang 2018 derrière Marcel Hirscher, il bute généralement sur ce dernier dans ses deux disciplines, en course et dans les classements Coupe du monde, lors des hivers suivant son petit globe de cristal du slalom. 
Quatre ans après sa seule victoire en slalom géant en Coupe du monde, il remporte dans la discipline son premier titre mondial le 15 février 2019 à Åre. La retraite de Marcel Hirscher fait de lui un des principaux prétendants à la victoire au classement général, au cours de la saison 2019-2020. La fin de saison étant tronquée par la Pandémie de maladie à coronavirus de 2019-2020, il termine troisième du classement général remporté par Aleksander Aamodt Kilde devant Alexis Pinturault, mais la situation lui permet de s'adjuger les petits globes du slalom et du géant, avec respectivement 2 points d'avance sur Clément Noël et 6 sur Pinturault. Très inconstant durant l'lhiver 2020-2021, outre deux victoires en slalom pour parvenir à un total de 23 succès en Coupe du monde, il n'est pas dans la lutte pour le classement général ou pour ceux des deux disciplines techniques. Il obtient une médaille de bronze en slalom  lors des championnats du monde à Cortina d'Ampezzo, et deux ans plus tard, lors des Mondiaux de Courchevel/Méribel, le 19 février 2023, il remonte quinze places en deuxième manche pour devenir champion du monde du slalom.

## Biographie
La carrière officielle d'Henrik Kristoffersen démarre en 2009 dans des courses FIS. Il entre en Coupe d'Europe, la deuxième division mondiale, en 2010.
Polyvalent et précoce, l'ex-champion de ski norvégien Kjetil André Aamodt dit à son sujet n'avoir jamais vu depuis Marcel Hirscher un jeune skieur si talentueux. Cela se confirme lors des Championnats du monde juniors 2012 de Roccaraso où il y remporte le titre en slalom géant et deux médailles d'argent en slalom et combiné. L'année suivante en 2013 à Quebec, il remporte cette fois-ci le titre en combiné.
Il fait ses débuts en Coupe du monde lors de la saison 2012 et marque ses premiers points avec une 24e place en slalom géant à Schladming. Lors de la saison 2013, il ne réalise aucun top 10 mais flirte avec celle-ci lors du slalom de Levi avec une 11e place ou d'Adelboden avec une 13e place. Il prend part cette année à ses premiers Championnats du monde.
C'est en slalom qu'il obtient ses meilleures performances à ses débuts en Coupe du monde. La saison 2014 confirme cela avec son premier podium à Levi derrière Marcel Hirscher et Mario Matt, malgré un dossard 20. La dernière fois qu'un Norvégien est monté sur un podium en slalom, il faut remonter à février 2004 avec la victoire de Truls Ove Karlsen à Kranjska Gora.
Après sa première victoire lors du slalom nocturne de Schladming, le norvégien participe à ses premiers Jeux olympiques à Sotchi et y obtient la médaille de bronze au slalom, devenant ainsi le plus jeune médaillé olympique en ski alpin.
Il commence la saison 2014-2015 par une victoire au slalom de Levi devant Marcel Hirscher. Plus tard dans la saison, il enlève son premier succès en slalom géant à Méribel.
Lors de l'hiver 2015-2016, Henrik Kristofferson accumule les victoires en slalom et devient le n°1 mondial de la discipline en gagnant le petit globe de cristal de la discipline. Il devient le premier skieur à remporter au moins six victoires consécutives en slalom depuis Alberto Tomba lors de la saison 1994-1995.
Malgré cinq nouvelles victoires en slalom lors de la saison 2016-2017, il est battu pour le petit globe de cristal de la spécialité par Marcel Hirscher, plus régulier. Lors des Championnats du monde de Saint-Moritz 2017, il termine deux fois au pied du podium, quatrième du slalom et du géant, deux courses gagnées par Hirscher. Dans la Coupe du monde 2017-2018, Henrik Kristoffersen monte sur les podium de tous les slaloms et de quatre géants sur cinq disputés avant les Jeux olympiques de Pyeongchang 2018, soit dix podiums alors que son rival autrichien multiplie les victoires. Enfin, le 21 janvier 2018, le skieur norvégien décroche son premier succès de la saison, en battant Marcel Hirscher dans le slalom de Kitzbühel.

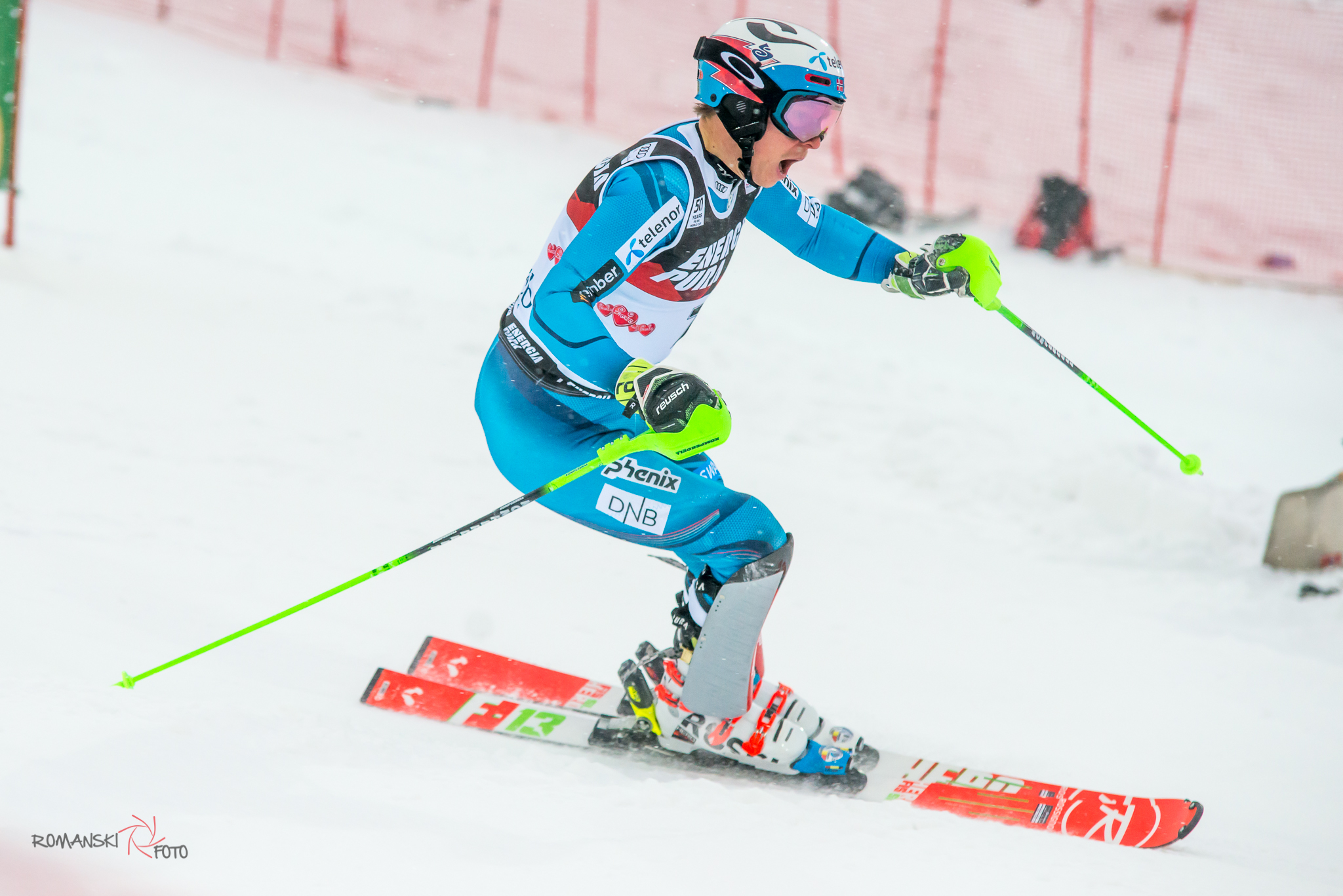
Henrik Kristofersen en action

Alors qu'il ne compte encore aucune victoire en Coupe du monde dans la saison 2018-2019, et quatre ans après son unique victoire en slalom géant à Méribel lors de l'exercice 2014-2015, Henrik Kristoffersen devient le 15 février 2019 champion du monde de la discipline. Il remporte son premier titre mondial en se postant à 18/100e d'Alexis Pinturault et 8/100e de Marcel Hirscher dans la première manche, puis en réalisant un deuxième parcours bien plus rapide que ses deux rivaux pour la victoire, l'Autrichien terminant médaillé d'argent à 20/100e et le Français en bronze à 42/100e. Dans la foulée en Coupe du monde, le skieur norvégien renoue avec la victoire dans la discipline le 24 février, en battant Marcel Hirscher de 4/100e de seconde au terme des deux manches du slalom géant de Bansko, la 17e victoire de sa carrière et la première de l'hiver en cours. Il continue sur sa lancée dans la discipline en s'imposant le 9 mars dans le géant de Kranjska Gora après avoir réalisé le meilleur temps de la première manche, celui qui lui permet avec le 11e chrono sur le deuxième tracé, de devancer son compatriote Rasmus Windingstad de 24/100e suivi par Marco Odermatt à 56/100e, alors qu'Alexis Pinturault et Marcel Hirscher terminent respectivement 5e et 6e de cette course.  il s'agit de la troisième victoire consécutive en géant de Kristoffersen, en comptant son titre mondial remporté en Suède. il termine troisième du classement général derrière Alexis Pinturault et Marcel Hirscher. 

### 2019-2020: La course au gros globe de cristal
La retraite de Marcel Hirscher après le gain de son huitième gros globe au terme de la saison 2018-2019 ouvre des possibilités dans la suivante  pour un petit nombre de skieurs dont fait partie Henrik Kristoffersen. Bien qu'il dise ne pas se focaliser là-dessus, mais plutôt accumuler les points et les victoires « et on verra à la fin », il met tous les atouts de son côté, avec une structure privée, et accumule les podiums dans ses deux disciplines : déjà huit dont trois victoires à fin janvier 2020, ce qui lui permet d'occuper la tête du classement général et de celui du slalom où il connait une belle régularité, n'étant pas sorti d'un tracé durant l’hiver, jusqu’à ce qu’il enfourche dans la première manche du slalom de Chamonix, Clément Noël s'impose et revient à 2 points derrière lui. il est ensuite dépassé au classement général par Alexis Pinturault et  Aleksander Aamodt Kilde, puis il se trouve que la Pandémie de maladie à coronavirus de 2019-2020 provoque l'annulation des épreuves techniques suivantes, le slalom de Chamonix étant finalement le dernier de la saison, ce qui fait qu'il remporte le petit globe de la discipline. Il en va de même pour le slalom géant, où il gagne aussi le trophée, 6 points devant Alexis Pinturault. En revanche, il ne peut pas dépasser sa troisième place au classement général gagné par Kilde devant Pinturault.

### 2020-2021: Inconstance
Du fait de ses résultats inconstants Henrik Kristoffersen n'est pas dans la course au gros globe durant l'hiver 2020-2021. En slalom géant, son meilleur résultat est une 5e place en octobre dans la course d'ouverture à Sölden. En slalom, il connait des hauts et des bas. il s'impose toutefois dans la deuxième course de l'hiver entre les piquets serrés, à Madonna di Campiglio le 22 décembre, puis retombe dans ses travers puis qu'il se classe au mieux 7e (à Flachau le 17 janvier) ou sort après quelques portes dans le premier slalom de Chamonix, exactement comme un an auparavant sur la même piste. Mais le lendemain 31 janvier, il réalise le meilleur temps de la première manche, puis parvient à s'imposer sur un terrain excessivement dégradé, obtenant ainsi sa 19e victoire dans la discipline et la 23e de sa carrière. Son inconstance durant cet hiver le voit finir 8e du classement général et perdre ses deux petits globes de cristal puisqu'il termine 6e du classement du slalom et 8e de celui du slalom géant.

### 2021-2022
Henrik Kristoffersen gagne le géant d'Alta Badia sur la Gran Risa le 19 décembre 2021, mais il n'enregistre pas de victoire par la suite jusqu'aux Jeux olympiques de Pékin 2022 dont il repart sans médaille (huitième du géant, quatrième du slalom). Il renoue avec le succès une semaine après la cérémonie de clôture, en s'imposant dans le premier slalom de Garmisch-Partenkirchen le 26 février, la 20e victoire de sa carrière dans la discipline, et la 25e au total. Il est le septième vainqueur différent en slalom sur sept courses disputées cet hiver. Il récidive le lendemain, en s'imposant à nouveau sur la piste Gudiberg après avoir signé le huitième temps de la première manche, pour devancer finalement Dave Ryding de 35/100e et Linus Straßer de 47/100e et fort de ces 200 points marqués en 24 heures, il s'empare du dossard rouge de leader de la discipline.
Le Norvégien poursuit sur sa lancée en gagnant les 12 et 13 mars les deux slaloms géants disputés en 24 heures à Kranjska Gora, pour désormais totaliser 28 victoires en carrière, mais le petit globe de la discipline est déjà gagné par Marco Odermatt, sur le podium de toutes les courses disputées.

### 2022-2023: champion du monde de slalom
Henrik Kristoffersen se présente en février aux Mondiaux 2023 de Courchevel/Méribel, troisième du classement général de la Coupe du monde et à la lutte pour le petit globe du slalom face à Lucas Braathen et Daniel Yule avec deux victoires dans l'hiver à Garmisch et à Wengen, et 3 podiums. Il commence par se classer cinquième du slalom géant remporté par Marco Odermatt. Le 19 février lors de la dernière course de ces Mondiaux sur le bas de la piste Éclipse de Courchevel, il se retrouve en difficulté dans la première manche, qu'il achève au seizième rang, 91/100e de seconde du meilleur temps réalisé par Manuel Feller. Sur le deuxième tracé, avec les premières portes bien décalées dans une pente forte que tous les concurrents ont beaucoup du mal à négocier, le skieur norvégien fait parler son expérience, et va en accélérant jusqu'à la ligne d'arrivée. Si bien qu'il réalise largement le meilleur temps et que les quinze skieurs qui s'élancent après lui butent sur son chrono. Jusqu'à Feller qui recule au septième rang, laissant Kristoffersen champion du monde de la discipline devant AJ Ginnis à 20/100e et Alex Vinatzer à 38/100e.

## Palmarès

### Jeux olympiques
| Épreuve / Édition   | Slalom géant | Slalom |
| ------------------- | ------------ | ------ |
| JO 2014 Sotchi      | 10e          | Bronze |
| JO 2018 Pyeongchang | Argent       | DNF    |
| JO 2022 Beijing     | 8e           | 4°     |

### Championnats du monde
| Épreuve / Édition                 | Slalom géant | Slalom  | Par équipes |
| Mondiaux 2013 Schladming          | 20e          | Abandon | 9e          |
| Mondiaux 2015 Vail - Beaver Creek | 13e          | 4e      | -           |
| Mondiaux 2017 Saint-Moritz        | 4e           | 4e      | —           |
| Mondiaux 2019 Åre                 | Or           | 8e      | —           |
| Mondiaux 2021 Cortina             | 9e           | Bronze  | —           |
| Mondiaux 2023 Courchevel-Méribel  | 5e           | Or      | —           |
| Mondiaux 2025 Saalbach            | 8e           | 13e     | —           |

Légende :

— : Henrik Kristoffersen n'a pas participé à cette épreuve

### Coupe du monde
- Meilleur classement général: 2e en 2016 et en 2018.
- 5 petits globes de cristal :
  - Vainqueur du classement du slalom en 2016, 2020, 2022 et 2025.
  - Vainqueur du classement du slalom géant en 2020.
- 95 podiums, dont 33 victoires.

#### Différents classements en Coupe du monde
| Saison/Classement | Général | Général | Descente | Descente | Slalom | Slalom | Slalom géant | Slalom géant | Super G | Super G | Combiné | Combiné | Parallèle | Parallèle |
| Saison/Classement | Class.  | Points  | Class.   | Points   | Class. | Points | Class.       | Points       | Class.  | Points  | Class.  | Points  | Class.    | Points    |
| ----------------- | ------- | ------- | -------- | -------- | ------ | ------ | ------------ | ------------ | ------- | ------- | ------- | ------- | --------- | --------- |
| 2012-2013         | 60e     | 111     | -        | -        | 22e    | 87     | 41e          | 13           | -       | -       | -       | -       | -         | -         |
| 2013-2014         | 7e      | 639     | -        | -        | 3e     | 454    | 9e           | 185          | -       | -       | -       | -       | -         | -         |
| 2014-2015         | 8e      | 729     | -        | -        | 4e     | 463    | 6e           | 266          | -       | -       | -       | -       | -         | -         |
| 2015-2016         | 2e      | 1298    | -        | -        | 1er    | 811    | 3e           | 487          | -       | -       | -       | -       | -         | -         |
| 2016-2017         | 3e      | 903     | -        | -        | 2e     | 575    | 5e           | 328          | -       | -       | -       | -       | -         | -         |
| 2017-2018         | 2e      | 1285    | -        | -        | 2e     | 710    | 2e           | 575          | -       | -       | -       | -       | -         | -         |
| 2018-2019         | 3e      | 1047    | -        | -        | 5e     | 516    | 2e           | 516          | -       | -       | 29e     | 15      | -         | -         |
| 2019-2020         | 3e      | 1041    | -        | -        | 1er    | 552    | 1er          | 394          | 48e     | 9       | 26e     | 24      | 8e        | 62        |
| 2020-2021         | 6e      | 722     | -        | -        | 6e     | 406    | 8e           | 236          | -       | -       | -       | -       | 2e        | 80        |
| 2021-2022         | 3e      | 954     | -        | -        | 1er    | 451    | 2e           | 453          | -       | -       | -       | -       | 4e        | 50        |
| 2022-2023         | 3e      | 1154    | -        | -        | 2e     | 494    | 2e           | 660          | -       | -       | -       | -       | -         | -         |
| 2023-2024         | 4e      | 754     | -        | -        | 6e     | 359    | 4e           | 395          | -       | -       | -       | -       | -         | -         |

Un seul parallèle ayant été disputé en 2021, aucun globe n'est attribué

#### Détail des victoires
| Édition / Épreuve | Slalom géant                 | Slalom                                                                 | Total |
| 2013-2014         |                              | Schladming                                                             | 1     |
| 2014-2015         | Méribel                      | Levi Kranjska Gora                                                     | 3     |
| 2015-2016         |                              | Val d'Isère Madonna di Campiglio Adelboden Wengen Kitzbühel Schladming | 6     |
| 2016-2017         |                              | Val d'Isère Madonna di Campiglio Adelboden Wengen Schladming           | 5     |
| 2017-2018         |                              | Kitzbühel                                                              | 1     |
| 2018-2019         | Bansko Kranjska Gora         |                                                                        | 2     |
| 2019-2020         | Alta Badia                   | Levi Schladming                                                        | 3     |
| 2020-2021         |                              | Madonna di Campiglio Chamonix                                          | 2     |
| 2021-2022         | Alta Badia Kranjska Gora x 2 | Garmisch-Partenkirchen x 2                                             | 5     |
| 2022-2023         |                              | Garmisch-Partenkirchen Wengen                                          | 2     |
| 2024-2025         | Kranjska Gora                | Val d'Isère Kranjska Gora                                              | 3     |
| Total             | 8                            | 25                                                                     | 33    |

### Championnats du monde junior
| Épreuve / Édition       | Descente | Super G | Slalom géant | Slalom | Combiné |
| ----------------------- | -------- | ------- | ------------ | ------ | ------- |
| Mondiaux 2012 Roccaraso | 18e      | 6e      | Or           | Argent | Argent  |
| Mondiaux 2013 Québec    | 16e      | 49e     | 4e           | 5e     | Or      |
| Mondiaux 2014 Jasna     | -        | -       | Or           | Or     | -       |
| Mondiaux 2015 Hafjell   | -        | -       | Or           | Or     | -       |

### Coupe d'Europe
- 3 victoires (2 en slalom, 1 en slalom géant).

### Festival olympique de la jeunesse européenne
- Liberec 2011 :
  -  Médaille d'or en slalom géant.
  -  Médaille d'or en slalom.

### Championnats de Norvège
- Champion du slalom en 2012, 2017 et 2019.